# Independentisme

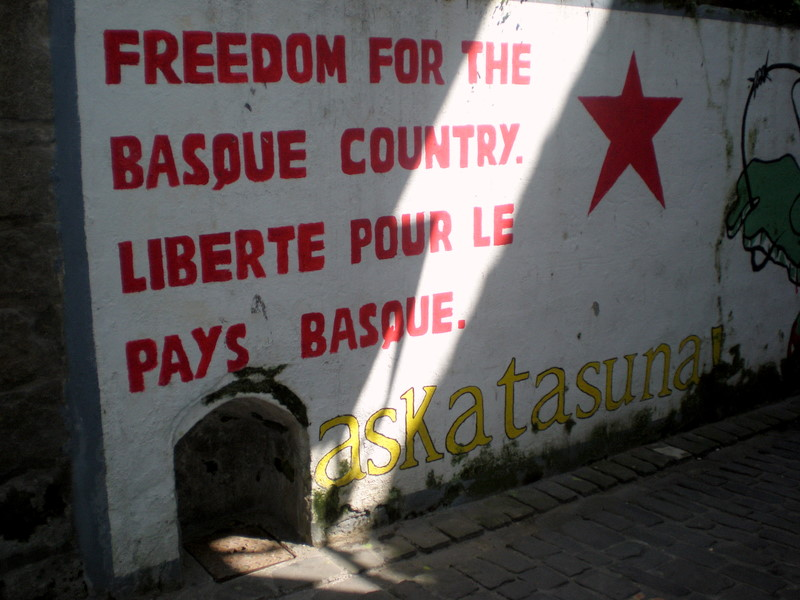
Mural en anglès i francès que defensa un País Basc independent.

En la política, l'independentisme, separatisme o secessionisme és l'opció política que defensa la independència (separació d'un estat més gran) d'un poble a partir d'una nacionalitat o una nació sense estat.
Independentisme és un terme neutre, que es limita a indicar objectivament la finalitat del moviment a què s'aplica: atènyer la independència d'un territori; normalment l'usen els partidaris de la independència, així com aquells observadors que tenen voluntat d'anàlisi objectiva. Separatisme és un terme pejoratiu, que comporta una valoració negativa de l'objectiu independentista, jutjat com a separador d'allò que està presumptament unit; normalment l'usen aquells que s'oposen a l'independentisme.
L'ONU reconeix el dret a independitzar-se a partir del principi d'autodeterminació. Segons algunes interpretacions, només els pobles internacionalment considerats com a colonitzats s'hi poden acollir. A la pràctica, però, en el segle xx nombroses nacions europees han assolit la independència sense trobar-se en aquesta situació, com és el cas de Noruega, les repúbliques bàltiques d'Estònia, Letònia i Lituània o Eslovàquia, entre d'altres. En canvi, d'altres nacions que no han estat colonitzades aquest dret els ha estat denegat, tot i les mobilitzacions socials; com per exemple, Catalunya, País Basc, Galícia, Baviera, Escòcia o Flandes, entre molts d'altres
En la història moderna, la independència ha esdevingut la via majoritària de formació d'estats nous i la causa per la qual en el segle xx el nombre d'estats sobirans no ha parat de créixer.